# 吉川五明
吉川 五明（きっかわ ごめい、享保16年（1731年）〜享和3年10月26日（1803年12月9日））は江戸時代中期の俳人。出羽国久保田藩久保田城下町（現、秋田市）の町人で、仙台藩白石の岩間乙二、庄内藩酒田の常世田長翠、南部藩盛岡の小野素郷とともに「奥羽四天王」と称せられ、名は全国に知られた。秋田蕉風俳諧の祖とされる。

## 人物・略歴
久保田藩（現、秋田県）の久保田城下町茶町菊之丁（現、秋田市大町三丁目）の豪商那波三郎右衛門裕祥の五男として生まれた。幼名は伊五郎、長じて通称を庄九郎、宗七郎と改め、本名（諱）は兄之（しげゆき）、のち裕之、字は了阿。初号は鼠阿、別号は小夜庵、了閑亭、虫二房、鶴頭舅など。18歳で同じ町内の商人吉川惣右衛門吉品の養子となり、茶紙業を営んだ。屋号は片屋である。
父の影響で幼少のときから俳諧に親しみ、美濃派や与謝蕪村を学んだが、23歳ころから蕉風俳諧を志した。「五明」の俳号を用いたのは宝暦12年（1762年）からで、久保田藩主佐竹氏の家紋「扇に月」にちなむ。明和年間（1764年〜1772年）以降、俳名が周囲に聞こえるようになった。
天明2年（1782年）、52歳で隠居し、家督を子息に譲り、川尻村上野（現、秋田市）に小夜庵を結んで内外の著名な俳人とまじわり、門弟は数百名におよんだ。北国の風土をうたいこめた句にすぐれたものが多い。子の春朝、孫の宣大も俳人として知られた。

## 代表的な句
- 降る中へ 降りこむ音や 小夜しぐれ
- 流れきて 氷を砕く 氷哉
- 濡れ雪の まぶたに重し 戻り馬